# هومستد میدوز ساوت (تگزاس)
هومستد میدوز ساوت (به انگلیسی: Homestead Meadows South) یک منطقهٔ مسکونی در ایالات متحده آمریکا است که در شهرستان ال پاسو، تگزاس واقع شده‌است. هومستد میدوز ساوت ۹٫۴ کیلومتر مربع مساحت و ۷٬۲۴۷ نفر جمعیت دارد و ۱٬۲۴۰ متر بالاتر از سطح دریا واقع شده‌است.